# Burkhard von Freyberg
Burkhard Alexander Johann Anton Maria Freiherr von Freyberg Eisenberg Allmendingen (* 14. November 1973 in München) ist ein deutscher Professor für Hospitality Management, Unternehmer, Aufsichtsrat und Publizist.

## Werdegang
Burkhard von Freyberg stammt aus dem schwäbischen Adelsgeschlecht Freyberg-Eisenberg.
Er wuchs in München auf und besuchte Schulen im In- und Ausland. Nach Abschluss seines betriebswirtschaftlichen Studiums an der Ludwig-Maximilians-Universität München wurde er 2004 in Sportökonomie an der Universität Regensburg promoviert. 2009 übernahm er eine Professur für Hospitality Management an der Hochschule für angewandte Wissenschaften München, Fakultät für Tourismus. Seine Forschungs- und Lehrfelder sind Hotelprojektentwicklung, strategisches Hotelmanagement und Hospitality Innovation Management. Von Freyberg ist Gastdozent an der Dualen Hochschule Baden-Württemberg (Ravensburg), der Royal Roads University (Kanada), der Durban University of Technology (Südafrika), der Cape Peninsula University of Technology Kapstadt (Südafrika), der Universität Zagreb (Kroatien) sowie der German University of Technology (Oman).
Burkhard von Freyberg absolvierte eine Hotelfachausbildung im Hotel Bayerischer Hof und arbeitete als Senior Consultant und Direktor des International Institute of Applied Hospitality Sciences bei der Treugast Solutions Group, einem Beratungsunternehmen für die Hotellerie. Im Februar 2008 gründete er das Unternehmen Zarges von Freyberg Hotel Consulting, 2012 das Online-Marketing-Unternehmen Online Birds.

## Mitgliedschaften (u. a.)
- Mitglied der Jury 196plus „Hotel Property Award“
- Mitglied des Beirats des Hotel Gut Immenhof
- Mitglied des Aufsichtsrats bei der Hotelgesellschaft Travel Charme (2018 bis 2022)[4]

## Veröffentlichungen (Auswahl)

### Bücher und Leitartikel
- mit Alexander Dworak (Hrsg.): Hospitality Controlling. 3. Auflage, Erich-Schmidt-Verlag 2021.
- mit L. Schmidt, E. Günther (Hrsg.): Hospitality Development. 3. Auflage, Erich-Schmidt-Verlag 2020.[5]
- mit S. Steppat (Hrsg.): Hospitality Consulting. 2. Auflage, Erich-Schmidt-Verlag 2019.
- mit S. Zeugfang, L. Schmidt: Strategisches Management für die Hotellerie. 2. Auflage, Oldenbourg Verlag 2019.
- mit H. K. Henschel, A. Gruner: Hotelmanagement. 5. Auflage, Oldenbourg Verlag 2018.
- mit A. Gruner, M. Lang: ErfolgReich in der Privathotellerie. 2. Auflage, Matthaes Verlag 2017.
- mit A. Gruner, L. Schmidt: Innovationen managen in Hotellerie und Gastronomie. Matthaes Verlag 2016.
- mit A. Gruner, M. Euchner: Gastronomie managen. Matthaes Verlag 2016.
- mit A. Gruner, M. Hübschmann: Nachhaltigkeit als Erfolgsfaktor in der Hotellerie und Gastronomie. Matthaes Verlag 2015.
- mit A. Gruner, K. Phebey: Erlebnisse schaffen in Hotellerie und Gastronomie. Matthaes Verlag 2014.[6]